# Potosia kusibabiana
Potosia kusibabiana är en orkidéart som beskrevs av Szlach., Mytnik och Piotr Rutkowski. Potosia kusibabiana ingår i släktet Potosia och familjen orkidéer. Inga underarter finns listade i Catalogue of Life.